# Savanur
|  | Per a altres significats, vegeu «Savanur (ciutat)». |

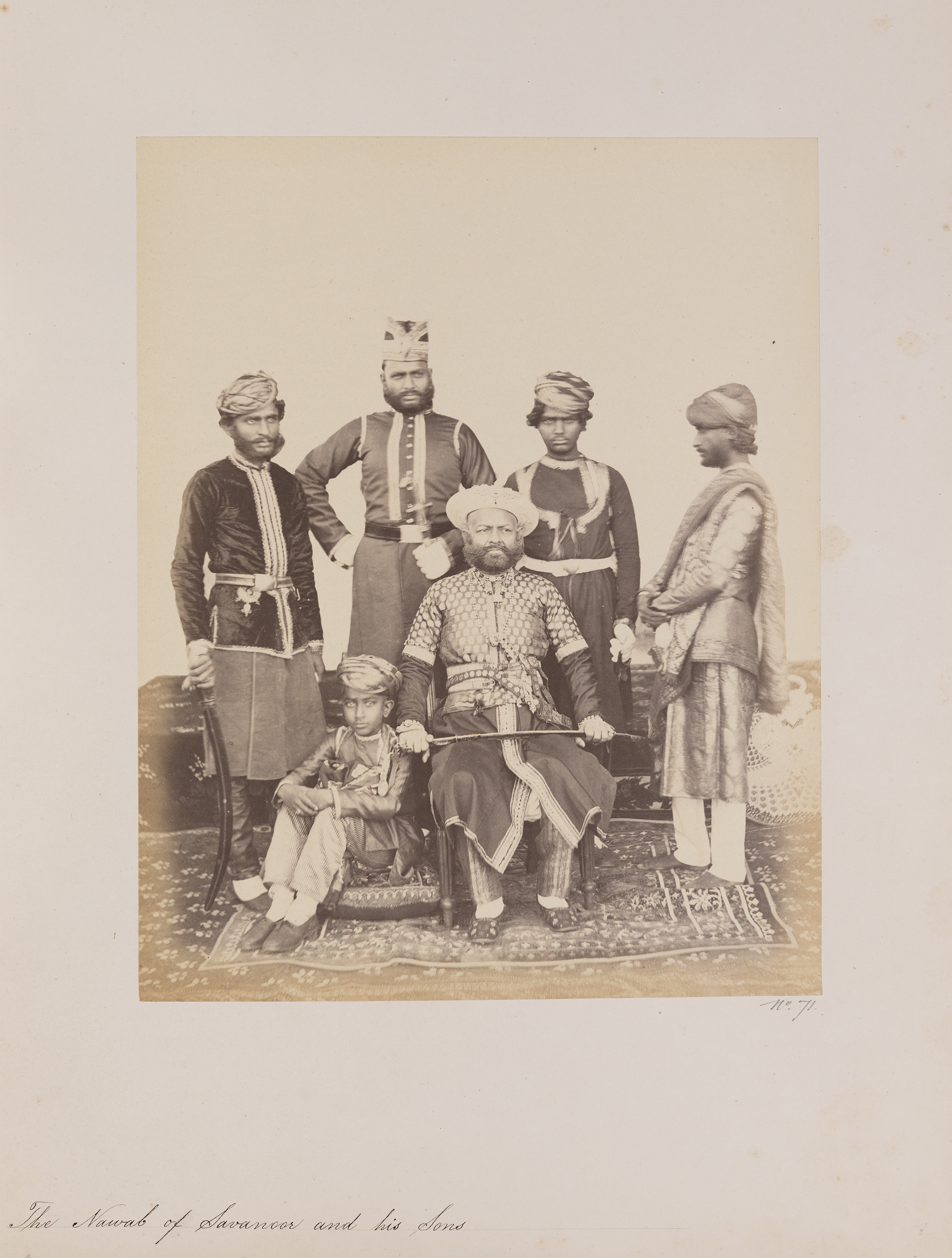
El Nawab de Savanur i els seus fills vers 1855-1862.

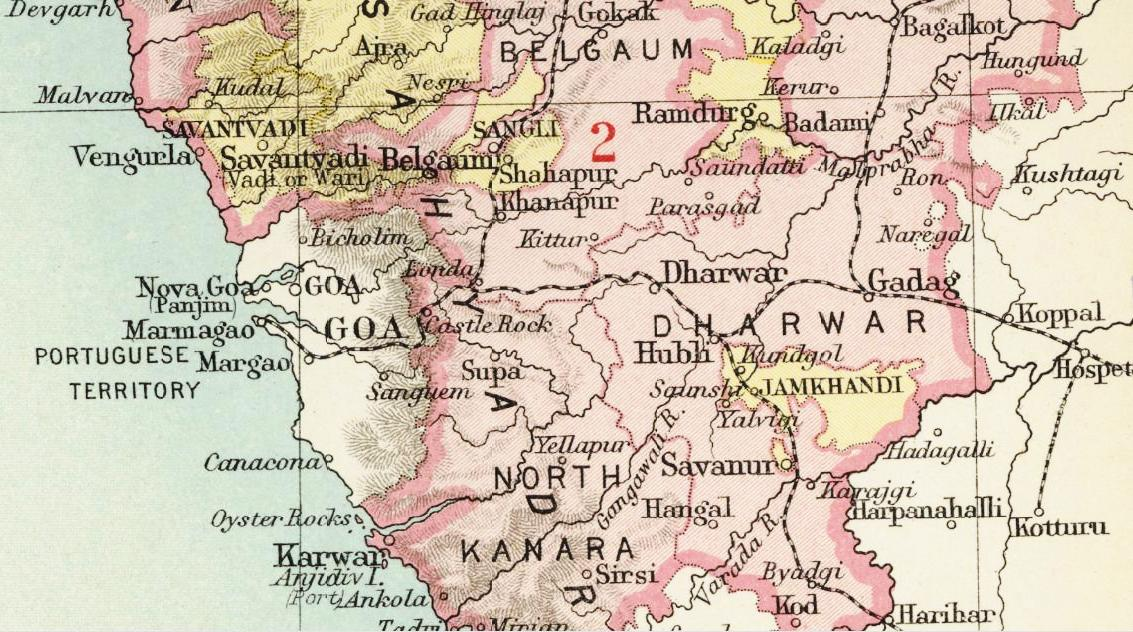
Savanur a l'Imperial Gazetteer of India.

Savanur fou un estat tributari protegit enclavat al districte de Dharwar, amb una superfície de 181 km². La capital i població principal era Savanur i hi havia 22 pobles més. Els hindús eren 13.000 i els musulmans 5000; quasi la meitat dels hindús eren lingayats.
La població era: 17.288 (1872), 14.763 (1881) 16.976 (1891) 18.446 (1901). La dinastia regnant eren musulmans d'origen paixtú (afganès) de la tribu miyana. El fundador fou Abdul Karim Khan, al servei del sultanat de Bijapur, al que es va concedir el jagir de Bankapur el 1672, que després fou el nucli de l'estat; fou wazir de Bijapur del 1675 i 1677 i va rebre també el jagir de Miraj. A la seva mort el 1686 el va succeir Abdul Rauf Khan, que es va posar al servei dels mogols i fou confirmat per l'emperador Aurangzeb el 1686 en el jagir, que incloïa Bankapur, Torgal i Azamnagar (Belgaum), amb un mansab (comandament) de 7.000 homes. El 1730 la família, lleial al nizam d'Hyderabad, va rebre un territori addicional que fou ocupat pel peshwa el 1747. El 1786 Tipu Sultan, amb el qual el nawab estava emparentat per matrimoni, li va arrabassar molt del seu territori però el nawab es va aliar als marathes i en va recuperar una bona part i va aconseguir del peshwa una pensió de deu mil rupies al mes, després bescanviada per territoris; va recuperar l'estat el 1791. Al final de la tercera Guerra Maratha (1818) el nawab, que havia estat lleial als britànics, fou confirmat en la possessió del territori i encara va rebre de manera vitalícia una donació anual de 6.000 rupies. L'estat no pagava tribut als britànics. El 1862 van rebre sanad autoritzant l'adopció. Les funcions d'agent polític a l'estat les exercia ex-officio el col·lector (governador) del districte de Dharwar. L'estat disposava d'una policia de 48 homes.

## Llista de nawabs
- Abdul Karim Khan 1672-1686
- Dalel Khan "Abdul Rauf" 1686-1720 (fill)
- Abdul Fath Khan juny a setembre de 1720 (fill)
- Abdul Mahmad Khan 1720 - 1721 (germà)
- Abdul Ghafur Khan 1721 - 1726 (germà)
- Abdul Majid Khan 1726 – 1755 (fill) 
  - Abdul Sattar Khan, regent 1726 - 1730
- Diler Abdul Hakim Khan 1755 - 1794 (fill de Abdul Majid, a l'exili del 1786 al 1791 quan l'estat fou ocupat per Mysore)
- Abdul Hussain Khan 1794 – 1796 (fill)
- Abul Khair Khan I 1796 - 1827 (germà, des de 1794 fou reconegut nominalment pel peshwa)
- Faiz Khan 1827 - 1828 (fill)
- Munawwar Khan 1828 - 1834 (germà)
- Abul Diler Khan 1834 - 1862 (germà)
- Abul Khair Khan II 1862 - 1868 (fill)
- Diler Khan "Chota Diler" 1868 - 1884 (fill) 
  - Muhammad Ghaus Khan, regent 1868 - 1883
- Abdul Tabriz Khan 1884 - 1892 (cosí de Diler Khan, fill d'un germà de Khair Khan II)
- Abdul Majid Khan 1892 - 1948 (+1954)